# Esteban Paredes
Esteban Paredes är en chilensk fotbollsspelare från Colo-Colo.
Paredes spelade sin första proffsmatch för Santiago Morning år 2000 och har sedan dess flyttat runt en del. 2005 återvände han till sin moderklubb och säsongen under 2009 års Apertura blev han ligans främste målskytt (med 17 gjorda mål) och köptes då av storklubben Colo-Colo.
Paredes gjorde sitt första framträdande för Chile 2006 och har sedan dess gjort 9 mål på 33 matcher.